# 平沢町
平沢町（ひらさわまち）は、秋田県由利郡にあった町。

## 沿革
- 1889年（明治22年）4月1日 - 町村制施行に伴い、平沢村、両前寺村、芹田村、三森村が合併して由利郡平沢村が成立。
- 1902年（明治35年）6月4日 - 平沢村が町制施行して平沢町となる。
- 1921年（大正10年）5月20日 - 金浦町[1]、及び院内村[2]との境界変更。
- 1955年（昭和30年）3月31日 - 院内村、小出村と合併して仁賀保町となり消滅。

## 大字
- 平沢（ひらさわ）
- 両前寺（りょうぜんじ）
- 芹田（せりだ）
- 三森（みつもり）

## 交通

### 鉄道
- 日本国有鉄道
  - 羽越本線
    - 羽後平沢駅

羽後平沢駅は当町消滅後の1968年に仁賀保駅へ改称。

## 著名出身者
- 斎藤宇一郎 (政治家)
- 齋藤憲三 (実業家)